# 유럽 연합 형사사법협력청

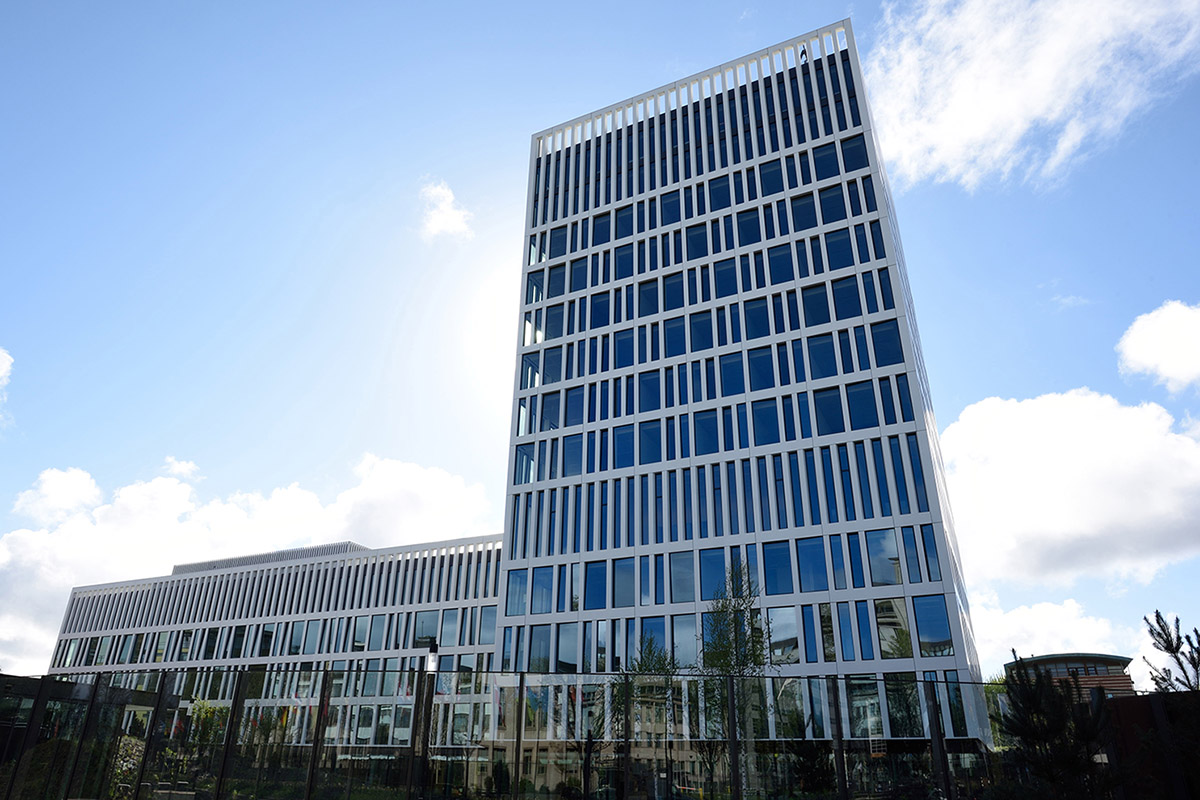

유럽 연합 형사사법협력청(European Union Agency for Criminal Justice Cooperation), 또는 유로저스트(Eurojust)는 네덜란드 헤이그에 설치되어 있는 사법 협력을 담당하는 유럽연합(EU)의 기관이다.
유럽사법기구는 EU 각 가입국의 검찰관, 판사, 경찰관, 또는 이들과 동등의 직권을 가지는 사람들로 구성되어 있다.
이 기구의 목적은 국경을 넘은 조직 범죄의 수사와 각국 당국간의 협력으로 EU내의 범죄율 하락이 목표이다.

## 역사
유로저스트는 1999년 10월 15~16일 핀란드의 탐페레 유럽이사회 회의에서 유럽내 중대 범죄에의 대응의 강화를 위해서 상설의 사법 협력 조직이 필요하다라는 건의가 나와서 기구 창설이 결정되었다.
2000년 12월 14일, 유럽연합 이사회는 유럽사법기구의 전신이 되는 사법 협력 조직의 설립을 결정했다. 이 설립은 전체 가입국으로부터 검찰관을 모으고, 유럽사법기구가 실제로 기능할까를 시험하는 것이 목적이었다. 2001년 3월 1일부터 전신 기관이 활동하기 시작했고, 2002년에 유로저스트가 정식으로 활동하기 시작했다.
2007년, 유럽위원회는 유로저스트의 권한 확대에 관한 법안을 제출했다. 법안에는 기구안에 있는 EU 각국의 대표의 권한을 최저 3년간의 임기에 재임을 가능하게 하는 내용을 담고있다. 또한 기구의 직원은 각국의 테러 사건, 범죄력, DNA, 수감 기록에 대한 데이터베이스에 접근하는 권한을 주는 일도 포함되어 있다. 이것은 가입국과 기구의 협력 체제를 확보하는 것이 목적이다. 또 기구가 관할하는 사건의 건수가 2007년, 전년부터 29% 증가하는 등 이러한 경향에 대응하기 위함이다. 유로저스트는 리스본 조약으로 창설될 유럽 검찰관 사무소로 발전하는 것등이 예상되고 있다.

## 같이 보기
- 유로컨트롤
- 유로폴